# グレイテスト・ヒッツ Vol.2 (エルトン・ジョンのアルバム)
『グレイテスト・ヒッツ　Vol.2』（Elton John's Greatest Hits Volume II）は、1977年に発表されたエルトン・ジョンのベスト・アルバム。

## 解説
休養を宣言したエルトンが表舞台から身を引いていた時期に発売されたベスト・アルバム。前作『グレイテスト・ヒッツ』と比較すると、セールスはそれほど伸びなかった。とはいえ、収録曲の多くはナンバー1シングルである。
楽曲の多くがオリジナル・アルバム収録曲であり、後のベスト・アルバムにも多数収録されていることから、現在あまり店頭に並ぶことのないアルバムである。
買収や合併により発売元が替わり、再発された1992年以降、海外では選曲が若干変化している。

## 収録曲

### 国内盤
1. あばずれさんのお帰り - The Bitch Is Back
2. ルーシー・イン・ザ・スカイ・ウィズ・ダイアモンズ - Lucy in the Sky with Diamonds
3. 悲しみのバラード - Sorry Seems to Be the Hardest Word
4. 恋のデュエット - Don't Go Breaking My Heart（with キキ・ディー）
5. 僕を救ったプリマドンナ - Someone Saved My Life Tonight
6. フィラデルフィア・フリーダム - Philadelphia Freedom
7. アイランド・ガール - Island Girl
8. 今夜はこわいぜ!（国境の町酒場） - Grow Some Funk Of Your Own
9. ベニーとジェッツ (やつらの演奏は最高) - Bennie and the Jets
10. ピンボールの魔術師 - Pinball Wizard

イギリス盤に準拠。アメリカ盤は9曲目が「リーヴォンの生涯」と入れ替わっていた。

### 1992年以降海外再発盤
1. あばずれさんのお帰り - The Bitch Is Back
2. ルーシー・イン・ザ・スカイ・ウィズ・ダイアモンズ - Lucy in the Sky with Diamonds
3. 可愛いダンサー - Tiny Dancer
4. さすらいの弾丸（ロバート・フォードの拳銃） - I Feel Like a Bullet (In the Gun of Robert Ford)
5. 僕を救ったプリマドンナ - Someone Saved My Life Tonight
6. フィラデルフィア・フリーダム - Philadelphia Freedom
7. アイランド・ガール - Island Girl
8. 今夜はこわいぜ!（国境の町酒場） - Grow Some Funk Of Your Own
9. リーヴォンの生涯 - Levon
10. ピンボールの魔術師 - Pinball Wizard